# Acleris aspersana
Acleris aspersana је врста инсекта из реда лептира (Lepidoptera), који припада породици Tortricidae.

## Опис
Овај ноћни лепир спада међу најситније представнике рода Acleris, са распоном крила од 13 до 16 мм. Основна боја предњих крила је окер - жута, а шаре црвенкасте. Задња крила су сјајна, бледо смеђа. Женке могу бити приметно крупније од мужјака.

## Распрострањење и станиште
Acleris aspersana има европску дистрибуцију, а може се срести све до блиског истока. У Србији је забележена тек 2021. у пештерском селу Бреза. Ова врста преферира остворена ливадска станишта и тресава.

## Биологија
Одрасле јединке су активне од јула до августа, а гусенице се могу наћи од маја до јуна. Гусенице са хране унутар смотаних листова различитих биљака из родова: Potentila, Rubus, Dryas, Fragaria, Filipendula, Sanguisorba и др. Одрасле јединке лете у поподневним сатима, а често долазе и на вештачко светло.

## Синоними
- Acalla pedemontana Della Beffa, 1934
- Acleris subtripunctulana Stephens, 1834
- Teras aspersana (Hübner, 1817)
- Tortrix adspersana Frölich, 1828
- Tortrix aspersana Hübner, 1817
- Tortrix decosseana Ragonot, 1894
- Tortrix decosseana Rössler, 1882